# SB (handebolista)
José Ronaldo do Nascimento ou SB (Aracaju, 16 de março de 1966) é um handebolista profissional brasileiro, que atuava como armador direito/ponta direita.
Ganhou o apelido de "SB" do amigo Acácio Moreira, em referência à Seleção Brasileira. 
É professor de educação física.

## Trajetória esportiva
Começou a praticar handebol 1975, na escolinha do Sesi, onde também praticou outros esportes. Após se destacar em competições escolares, foi convidado a defender a equipe Sadia, de Chapecó, em 1986. Em 2000 passou a jogar na Metodista/São Bernardo.
Participou da conquista de quatro medalhas de Jogos Pan-Americanos: bronze nos Jogos Pan-Americanos de 1987 em Indianápolis; prata nos Jogos Pan-Americanos de 1991 em Havana, prata nos Jogos Pan-Americanos de 1995 em Mar del Plata e ouro nos Jogos Pan-Americanos de 2003 em Santo Domingo.
Integrou a seleção brasileira em três Olimpíadas: Jogos Olímpicos de 1992 em Barcelona, Jogos Olímpicos de 1996 em Atlanta, Jogos Olímpicos de 2004 em Atenas. Na Grécia, SB marcou cinco gols pela seleção.
Além de atuar na Metodista, SB comandou as categorias juvenil e júnior do clube e estava sendo preparado pelo próprio técnico do profissional a assumir o cargo em seu lugar no futuro.